# Municipio de San Juan de los Cués
El municipio de San Juan de los Cués (del náhuatl: cues ‘Cerros en forma de templos’) es uno de los 570 municipios que conforman al estado mexicano de Oaxaca. Pertenece al distrito de Teotitlán, dentro de la Región Sierra de Flores Magón. Su cabecera es la localidad homónima.

## Geografía
El municipio abarca 102.85 km² y se encuentra a una altitud promedio de 760 m s. n. m., oscilando entre 2700 y 600 m s. n. m.
Colinda al norte con el municipio de San Martín Toxpalan, al este con el municipio de San Lucas Zoquiápam y el municipio de Mazatlán Villa de Flores, al sur con Santa María Tecomavaca y al oeste con San Antonio Nanahuatipam.

## Clima
El clima del municipio es clasificado como seco muy cálido en el 33% de su territorio, semiseco en el 20%, semicálido subhúmedo con lluvias en verano en el 20% y templado subhúmedo con lluvias en verano en el resto del municipio. El rango de temperatura en el municipio es de 14 a 26 grados Celsius y el rango de precipitación es de 300 a 1200 mm.

### Hidrografía
El municipio pertenece a la cuenca del río Papaloapan, dentro de la región hidrológica del Papaloapan. Casi todo su territorio se encuentra en la subcuenca del río Salado, con excepción de un pequeño trozo que pertenece a la subcuenca del río Blanco, pero que es inferior al 1%.

## Demografía
De acuerdo al último censo, realizado por el INEGI en 2010, en el municipio habitan 2357 personas, repartidas entre 8 localidades. Del total de habitantes de San Juan de los Cues, 740 dominan alguna lengua indígena.

## Feria del limón
La feria del limón es la principal festividad del municipio. Fue establecida el 19 de febrero de 1979 y desde ese año se celebra anualmente en la misma fecha. Fue instaurada en celebración de las altas cosechas de este cítrico obtenidas el año en que fue creada. Entre los eventos que la conforman están diversos actos religiosos, carreras de caballos, peleas de gallos y un baile de coronación para la reina y la princesa de la feria.

## Política
El municipio se rige mediante el sistema de usos y costumbres, eligiendo gobernantes cada tres años de acuerdo a un sistema establecido por las tradiciones de sus antepasados.